# Остробрюхие рогохвосты
Остробрюхие рогохвосты, или ксифидрииды (лат. Xiphydriidae) — семейство рогохвостов из подотряда Сидячебрюхие отряда Перепончатокрылые насекомые. Около 150 видов. Главным образом, встречаются в Голарктике, также представлены в Неотропике, Ориентальной области и Австралии.

## Описание
Длина веретеновидного тела 7—22 мм, чаще чёрное, иногда со светлым рисунком. Усики состоят из 13—19 члеников и прикрепляются к верхнему краю наличника. Отличаются сильно вздутой за глазами головой. Яйцеклад длинный, узкий, колющий. Личинки ксифидриид развиваются в древесине лиственных пород. Для фауны СССР указывалось 4 рода. В фауне России часто встречаются ольховая Ксифидрия (Хуphydria camelus), повреждающая ольху и берёзу, и длинношеяя Ксифидрия (Хуphydria longicollis), которая повреждает древесину дуба, клёна, берёзы, груши.

## Систематика
Это реликтовое семейство разные систематики относят к разным надсемействам: Ксиелоидные, Siricoidea или отдельному Xiphydrioidea.
29 родов и около 150 видов.
- Derecyrtinae
  - Brachyxiphini Benson, 1954
    - Brachyxiphus

  - Derecyrtini
    - Austrocyrta[6]
    - Derecyrta
    - Steirocephala
- Xiphydriinae
  - Alloxiphia
  - Calexiphyda
  - Carinoxiphia
  - Cingalixiphia Maa, 1949
  - Dryxiphia Maa, 1949
  - Eoxiphia
  - Euxiphydria Semenov & Gussakovskij, 1935
  - Genaxiphia
  - Gryponeura
  - Heteroxiphia Saini & Singh, 1987 [7]
  - Hyperxiphia Maa, 1949
  - Indoxiphia Maa, 1949
  - Konowia Brauns, 1884
  - Lataxiphyda Smith, 2008[8][9]
  - Lissoxiphyda
  - Megaxiphia
  - Moaxiphia Maa, 1949[10][11]
  - Nasoxiphia Maa, 1949
  - Obesaxiphyda
  - Paraxiphia
  - Platyxiphydria
  - Rhysacephala Benson, 1954[12][13]
  - Xiphidiaphora
  - Xiphydria Latreille, 1802
  - Xiphydriola Semenov-Tian-Shanskij, 1921
  - Yangixiphia